# Francisco Ballester
Francisco Ballester Enguix, (Játiva, Valencia, 16 de septiembre de 1946-Madrid, 5 de febrero de 1977) fue un futbolista español que se desempeñaba como defensa.

## Trayectoria
Militó en el Olímpico de Játiva, y en el  Elche CF, equipo con el que alcanzó la categoría de internacional y con el que se alzó con un subcampeonato de Copa del Rey. Ballester fue fichado por el Real Madrid CF en el año 1970, su paso por el Real Madrid CF está marcado por una gravísima lesión sufrida en partido contra la UD Las Palmas que resultó fatal para su carrera, pues nunca llegó a quedar totalmente restablecido. El Madrid le cedió en principio al Castilla, y finalmente fue traspasado al Olímpico de Játiva, de su ciudad natal. Moriría con 30 años de edad, después de una larga enfermedad.

## Clubes
| Club           | País   | Año       |
| -------------- | ------ | --------- |
| Elche CF       | España | 1966-1970 |
| Real Madrid CF | España | 1970-1974 |

## Internacionalidades
- 1 vez internacional con España.
- Debutó con la selección española en Helsinki el 25 de junio de 1969 contra Finlandia.[4]